# Séismes de 2023 en Turquie et Syrie
Les séismes de février 2023 en Turquie et Syrie ou  séismes de Kahramanmaraş sont une séquence de tremblements de terre survenus à proximité de la frontière entre la Syrie et la Turquie à partir du 6 février 2023. Le premier, et le plus important, a lieu le 6 février à 1 h 17 min 36 s (UTC) à proximité des villes de Gaziantep et Kahramanmaraş en Turquie. D'une durée d'environ deux minutes, il atteint une magnitude de moment de 7,8. Le second a lieu à environ 95 km au nord-ouest du premier séisme, au nord d'Ekinözü, toujours en Turquie, le même jour à 10 h 28 min 49 s (UTC), et il atteint une magnitude de 7,5 à 7,9. Des répliques très puissantes se succèdent: un séisme de magnitude 6,4, et sa réplique de magnitude 5,8 ont lieu le 20 février à 17 h 4 min 28 s (UTC) et 17 h 7 min 36 s (UTC) dans la province de Hatay. Un quatrième séisme de magnitude 5,6 a lieu le 27 février à 9 h 4 min 17 s (UTC) dans la province de Malatya. Des milliers de répliques sont ensuite enregistrées dans les semaines qui suivent.
Plus de 56 000 morts sont recensés et la superficie des 11 provinces touchées en Turquie atteint les 100 576 km2. Le 9 février 2023, le secrétaire général des Nations unies, António Guterres, déclare que ce double séisme est l'une des plus grandes catastrophes naturelles de notre époque,.

## Contexte sismique

Jonction triple de Karliova, à l'intersection des failles nord-anatolienne et est-anatolienne.

L'épicentre de ces séismes se situe dans une zone géologiquement active, à proximité de la jonction triple de Maraş formée par l'intersection des plaques africaine, anatolienne et arabique. Cette jonction forme une liaison entre deux failles, la faille du Levant et la faille est-anatolienne, qui accommodent les déplacements respectifs des plaques africaine et anatolienne par rapport à la plaque arabique.
D'un point de vue sismique, la région touchée est connue et très active,, avec plusieurs séismes de magnitude supérieure à 6,0 observés depuis 1970 sur les failles nord-anatolienne et est-anatolienne, par exemple, le puissant séisme de 1999 à Izmit. Le séisme de 2020 à Elâzığ au nord-est de l'épicentre du séisme du 6 février avait atteint la magnitude de 6,7. Par le passé, la région a été également frappée par des séismes violents comme le séisme de 1138 à Alep, avec une magnitude estimée à 7,1 qui avait fait au moins 230 000 victimes. De manière générale, les séismes historiques, très bien documentés, ajoutés à la série de séismes d'est en ouest sur la faille Nord Anatolienne au XXe siècle, rendent l'aléa et le risque sismique très élevés sur cette région du monde, menaçant par exemple des régions très peuplées comme la mégalopole d'Istanbul.
Autant pour le premier que pour le second séisme, des endroits précis où le glissement est moins important (slip gapsen anglais) ont été identifiés, ce qui fait craindre que ces lieux ne soient le théâtre de futurs grands séismes.

## Premier séisme (Mw= 7,8)

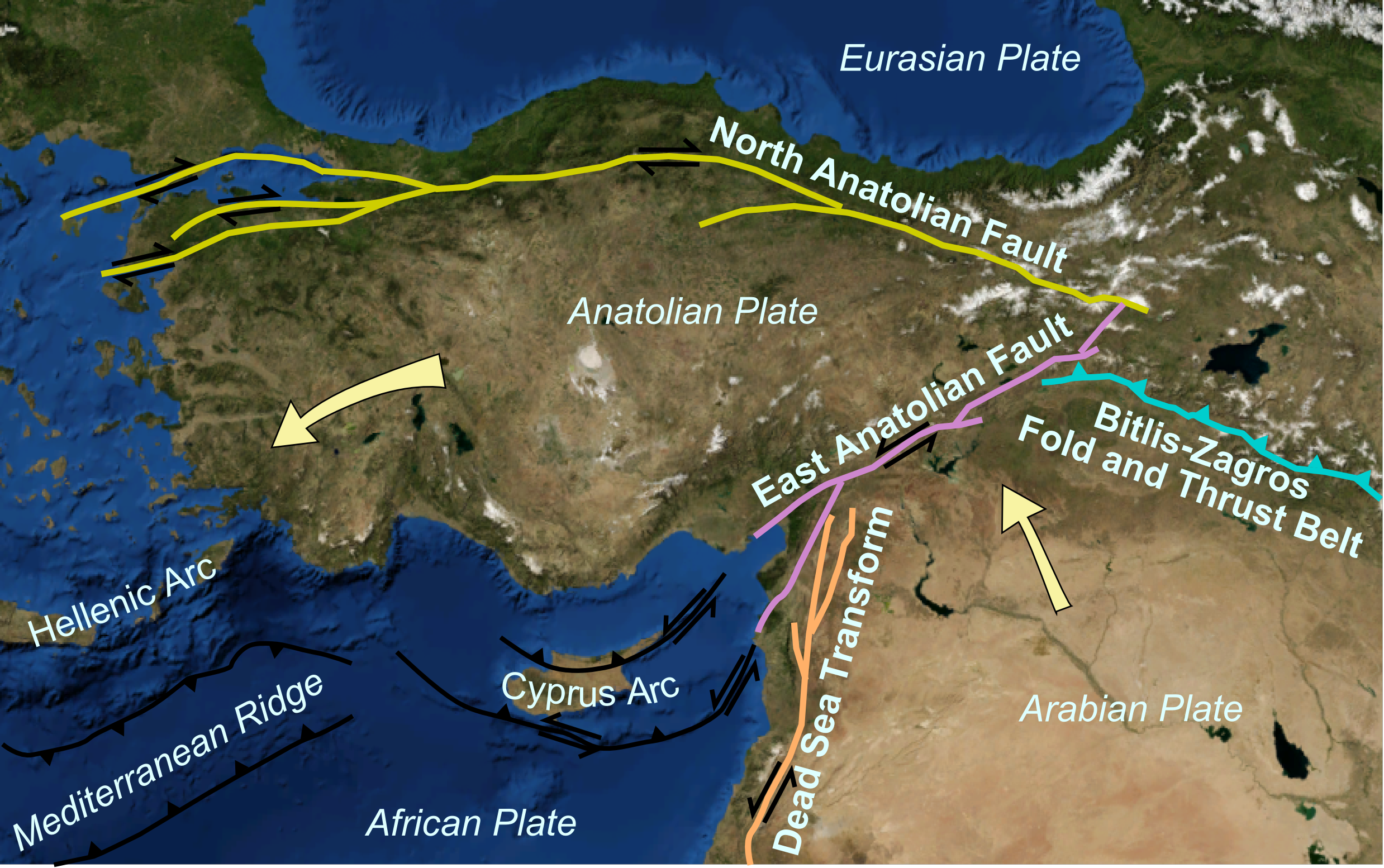
Carte des principales failles de la plaque anatolienne avec la faille est-anatolienne mise en cause lors du séisme.

Provinces de la Turquie affectées par le séisme.

Le 6 février 2023, à 1 h 17 min 36 s (UTC), une première secousse de magnitude de moment 7,8 frappe le sud de la Turquie et le nord de la Syrie,. Elle a lieu sur le segment de Nurdagi-Pazarcik (Nurdağı‐Pazarcık fault en anglais, NPF) , qui est une faille décrochante senestre et une branche secondaire (splay fault en anglais) du système principal de la faille est-anatolienne (EAFZ, East Anatolian Fault Zone). La durée du séisme est estimée à deux minutes. Le foyer est situé à 34 km à l'ouest de la ville de Gaziantep, près des villes de Kahramanmaraşet Nurdağı, à 17,9 km de profondeur. La nucléation, ou point de départ de la rupture, a lieu sur la branche de faille concernée, puis la rupture évolue vers le nord-est. Lorsqu'elle atteint la faille principale (faille est-anatolienne), elle devient bilatérale, c'est-à-dire qu'elle se divise en deux, avec un mouvement vers le sud-ouest et un mouvement opposé, vers le nord-ouest,, touchant la faille principale, dans ces deux directions opposées, sur une longueur de 300 kilomètres.
Le mécanisme au foyer est calculé par de nombreux instituts et montre en général un jeu décrochant senestre, : par exemple (230,81,-18), selon l'Institut de physique du globe de Paris (IPGP), ou (65,70,11) selon l'Observatoire de la Côte d'Azur (OCA),  ces deux mécanismes donnant des résultats proches.
Il s'agit de l'un des séismes les plus forts jamais enregistrés en Turquie, égalant le séisme de 1939 à Erzincan, et peut-être dépassé, selon les estimations, par le tremblement de terre de 1668 en Anatolie du Nord. Il est ressenti jusqu'à Chypre, au Liban ou encore en Israël. À l'échelle mondiale, il est le plus puissant enregistré depuis août 2021.
L'Institut d'études géologiques des États-Unis (USGS) estime qu'au vu de la puissance du séisme, la zone de rupture dans laquelle la terre aura été en mouvement est d'environ 190 km de long et 25 km de large.
Des ruptures de surface ont pu être observées sur les routes ou sur les voies ferrées ainsi que des fissures importantes atteignant une trentaine de mètres de large. La faille concernée étant quasiment verticale, la longueur de la rupture en surface est très grande.
Selon des travaux publiés le jour même du séisme par l'OCA, le glissement sur la faille atteindrait près de neuf mètres,,.

Un petit nombre de segments de faille qui ont rompu lors de ce séisme ont pu être identifiés comme caractéristiques d'une rupture (c'est-à-dire où la vitesse de rupture est supérieure à celle des ondes S), et ce grâce à un réseau dense de stations proches de l'épicentre. Cette rupture supershear intermittente serait dans ce cas associée à un glissement réduit sur les segments concernés.

Pour résumer, le comportement de cette rupture comprend donc une propagation bilatérale, des vitesses supershear intermittentes dans la partie sud-est de la faille principale, un glissement cosismique qui se déroule plus près de la surface et de nombreuses répliques en  jeu normal dans ce même fragment de faille. Tout cela serait le résultat d'une géométrie complexe de l' EAFZ, et apporte une aide précieuse à la compréhension des tremblements de terre lorsqu'ils se déroulent dans un système de faille comprenant de multiples segments. 

De 27 à 48 minutes après ce premier événement, un tsunami est indirectement provoqué via un glissement de terrain sous-marin.

## Deuxième séisme (Mw= 7,5 à 7,9)
À 10 h 24 min 49 s (UTC), neuf heures après la secousse principale, se produit une deuxième secousse de magnitude de moment 7,5 à 7,9 (selon différents organismes), considéré par les sismologues comme un deuxième séisme déclenché par le premier. Cette secousse a lieu sur le segment de faille du Sürgü-Çartak (faille senestre) de la faille est-anatolienne avec une orientation est-ouest, donc différente du premier séisme. La profondeur est assez faible (une vingtaine de kilomètres). Le mécanisme au foyer montre également une faille décrochante senestre. Cette succession très rapide de deux événements de forte magnitude a surpris les scientifiques, car la rupture de la faille secondaire responsable du premier séisme aurait pu s'arrêter lorsqu'elle a atteint le système principal de la faille est-anatolienne. Une explication possible est que la rupture de la faille secondaire lors du premier séisme aurait accumulé suffisamment de contraintes pour déstabiliser tout le système régional et provoquer un second tremblement de terre important.

## Répliques
(Notes : le deuxième séisme du 6 février, de magnitude 7,5, et qui n'est pas à proprement parler une réplique, mais un séisme déclenché par le premier, est inclus dans ce tableau. D'autre part, ces calculs sont issus de plusieurs instituts scientifiques différents, et peuvent donc admettre de légères différences de magnitude pour le même événement. On considère en général une incertitude d'environ 0,2.)
Une réplique de magnitude de moment 6,7 s'est produite environ 11 minutes après la secousse principale.

Le 20 février à 17:04:29.0 (UTC), une très importante réplique de magnitude de moment 6,4 a lieu à la frontière entre la Turquie et la Syrie, à 70 km au nord de la ville de Latakia en Syrie et à l'extrême sud de la rupture causée par le premier séisme du 6 février. En date du 6 mars, soit un mois après le premier séisme initial, plus de 13 000 répliques ont été enregistrées.
| Date                                                                                 | Heure (UTC) | Mw  | MMI  | Profondeur | Ref.   |
| ------------------------------------------------------------------------------------ | ----------- | --- | ---- | ---------- | ------ |
| 6 février                                                                            | 01:26       | 5,6 | VII  | 17,0 km    | [ 40 ] |
| 6 février                                                                            | 01:28       | 6,7 | VIII | 14,5 km    | [ 41 ] |
| 6 février                                                                            | 01:36       | 5,6 | VII  | 10,0 km    | [ 42 ] |
| 6 février                                                                            | 01:47       | 5,0 | VI   | 10,0 km    | [ 43 ] |
| 6 février                                                                            | 01:58       | 5,1 | II   | 10,0 km    | [ 44 ] |
| 6 février                                                                            | 01:59       | 5,0 | IV   | 10,0 km    | [ 45 ] |
| 6 février                                                                            | 02:03       | 5,5 | VIII | 10,0 km    | [ 46 ] |
| 6 février                                                                            | 02:17       | 5,0 | V    | 10,0 km    | [ 47 ] |
| 6 février                                                                            | 02:23       | 5,2 | IV   | 11,4 km    | [ 48 ] |
| 6 février                                                                            | 04:18       | 5,0 | VI   | 14,5 km    | [ 49 ] |
| 6 février                                                                            | 06:26       | 5,0 | V    | 10 km      | [ 50 ] |
| 6 février                                                                            | 10:24       | 7,5 | VIII | 20,0 km    | [ 51 ] |
| 6 février                                                                            | 10:26       | 6,0 | VII  | 21,0 km    | [ 52 ] |
| 6 février                                                                            | 10:35       | 5,8 | VII  | 10,0 km    | [ 53 ] |
| 6 février                                                                            | 10:51       | 5,7 | VII  | 10,0 km    | [ 54 ] |
| 6 février                                                                            | 11:01       | 5,0 | VI   | 10,0 km    | [ 55 ] |
| 6 février                                                                            | 11:05       | 5,2 | IV   | 10,0 km    | [ 56 ] |
| 6 février                                                                            | 12:02       | 6,0 | VII  | 10,0 km    | [ 57 ] |
| 6 février                                                                            | 13:07       | 5,0 | VII  | 17,1 km    | [ 58 ] |
| 6 février                                                                            | 13:39       | 5,1 | VII  | 10,0 km    | [ 59 ] |
| 6 février                                                                            | 13:44       | 5,0 | VI   | 10,0 km    | [ 60 ] |
| 6 février                                                                            | 15:14       | 5,3 | V    | 10,0 km    | [ 61 ] |
| 6 février                                                                            | 15:33       | 5,2 | –    | 8,8 km     | [ 62 ] |
| 6 février                                                                            | 16:43       | 5,0 | VI   | 10,0 km    | [ 63 ] |
| 6 février                                                                            | 18:04       | 5,3 | VI   | 10,0 km    | [ 64 ] |
| 6 février                                                                            | 20:38       | 5,3 | III  | 10,0 km    | [ 65 ] |
| 6 février                                                                            | 20:53       | 5,0 | IV   | 10,0 km    | [ 66 ] |
| 6 février                                                                            | 21:58       | 5,1 | II   | 10,0 km    | [ 67 ] |
| 7 février                                                                            | 03:13       | 5,5 | VII  | 10,0 km    | [ 68 ] |
| 7 février                                                                            | 07:11       | 5,4 | VII  | 10,0 km    | [ 69 ] |
| 7 février                                                                            | 10:18       | 5,4 | VII  | 10,0 km    | [ 70 ] |
| 7 février                                                                            | 15:48       | 5,0 | VII  | 8,3 km     | [ 71 ] |
| 7 février                                                                            | 18:10       | 5,3 | IV   | 18,1 km    | [ 72 ] |
| 8 février                                                                            | 11:11       | 5,4 | VI   | 7,5 km     | [ 73 ] |
| 8 février                                                                            | 14:20       | 5,1 | II   | 5,9 km     | [ 74 ] |
| 16 février                                                                           | 19:47       | 5,2 | V    | 10,0 km    | [ 75 ] |
| 18 février                                                                           | 22:31       | 5,0 | III  | 10,1 km    | [ 76 ] |
| 20 février                                                                           | 17:04       | 6,4 | VII  | 10,0 km    | [ 77 ] |
| 20 février                                                                           | 17:07       | 5,8 | VI   | 15,0 km    | [ 78 ] |
| 27 février                                                                           | 09:04       | 5,2 | IV   | 5,0 km     | [ 79 ] |
| Notes Magnitude de 7,0 ou plus Magnitude entre 6,0 et 6,9 Magnitude entre 5,4 et 5,9 |             |     |      |            |        |

## Victimes
La séquence est extrêmement destructrice : au moins 56 000 personnes sont mortes dans les semaines suivant l'événement,, et il y aurait au moins  105 000 blessés.
Le 9 février 2023, António Guterres, secrétaire général des Nations unies, affirme que ce double séisme est « l'une des plus grandes catastrophes naturelles de notre époque »,. Le 14 février 2023, l'Organisation mondiale de la santé (OMS) décrit aussi ce séisme comme étant le « pire désastre naturel en un siècle » à toucher un pays de la zone européenne.
En Turquie, les autorités affirment que les séismes ont affecté 14 millions de personnes, soit un sixième de la population turque. Près de 2 millions de personnes se sont réfugiées dans des maisons conteneurs ou sous des tentes.
L'une des raisons pour lesquelles cette séquence de séismes est fortement meurtrière, même si la magnitude des événements les plus importants est loin de la magnitude maximale (c'est-à-dire autour de M=9), est la densité de population établie à proximité de la zone de faille. En effet, celle-ci se situe, en plusieurs endroits, dans un corridor entre les montagnes, des zones de terrain instable et une frontière politique. A cet endroit, la population peut donc avoir accès à la fois à des terres fertiles, à des rivières et à des routes. D'autre part, des caractéristiques particulières concourent à augmenter la puissance destructrice : directivité, ruptures bilatérales, arrêts brutaux, effets de site.
Une étude de 2023 montre également qu'en dehors de la puissance destructrice du tremblement de terre, trois facteurs humains ont fortement augmenté la vulnérabilité de la population : l'exposition, la corruption et la pauvreté. L'exposition, pour les séismes de Kahramanmaras, consiste en la faiblesse post-covid des services de santé, le fait que des populations importantes étaient déjà sans abri de par les événements géopolitiques (en particulier en Syrie), l'heure en pleine nuit du premier séisme (les personnes étaient dans leurs maisons) et l'occurrence d'une forte tempête de neige qui rendait le séjour prolongé à l'extérieur dangereux. La corruption est montrée par une amnistie générale en 2018 sur les constructions vulnérables, amnistie souvent obtenue par des gratifications illégales. La pauvreté touche, plus que les autres provinces, les régions de ces séismes particuliers, et multiplie donc les possibilités que les populations aient habité dans des immeubles fragiles.
Le gouvernement turc a offert plusieurs aides financières aux victimes:
- 100 000 livres turques (TRY) aux proches de personnes décédées[86];
- 10 000 livres turques (TRY) aux personnes affectées par le séisme[87];
- 15 000 livres turques (TRY) aux déplacés internes[88];

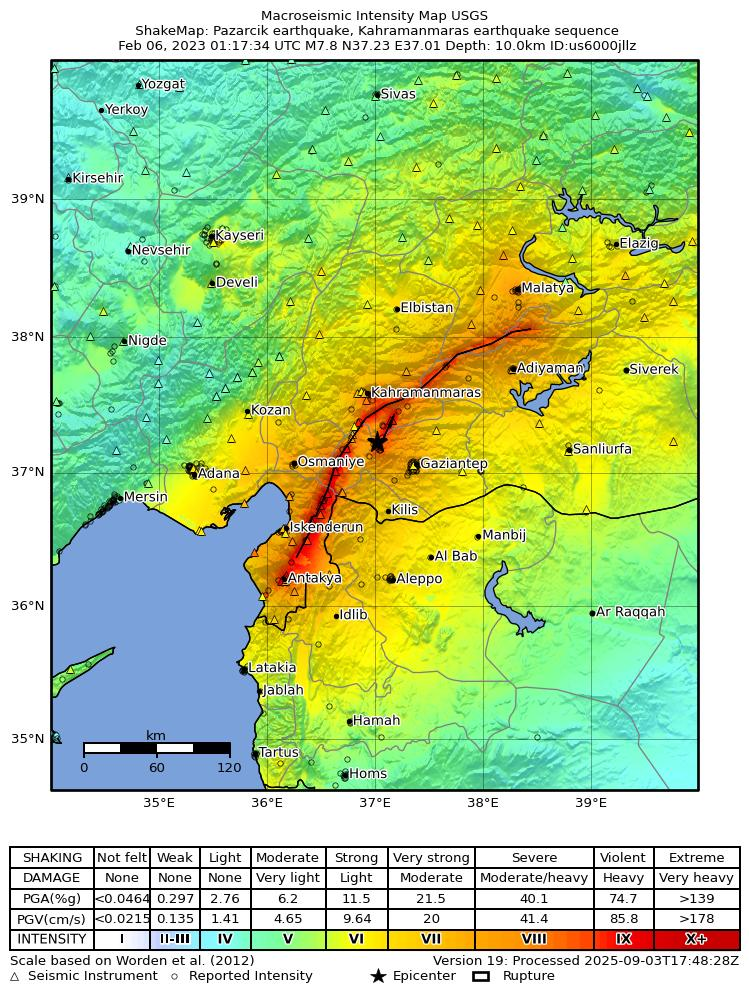
Carte d'intensité du séisme de magnitude 7,8 en Turquie.

- Carte d'intensité du séisme de magnitude 7,8 en Turquie.3 000 à 5 000 livres turques (TRY) d'aide pour le loyer[89];

Selon le Global Disaster Alert and Coordination System (en) (GDACS), 65 000 personnes ont été exposées à une intensité de IX sur l'échelle de Mercalli, 490 000 personnes à une intensité de VIII, 4,2 millions d’autres à une intensité de VII,.
À Alep, les dégâts les plus importants concernent les quartiers périphériques et populaires de la ville. Le gouvernement syrien décrète la fermeture des écoles publiques pour les transformer en centres d'hébergement. Des villes comme Hama et Lattaquié, ainsi que la région d'Idleb, sont également touchées.
Le Fonds des Nations unies pour l'enfance (UNICEF) indique que 7 millions d'enfants sont affectés par la catastrophe.
En Turquie, des millions de personnes se trouvent dans une situation d’extrême urgence, alors que les températures descendent jusqu’à – 5, voire – 10 °C, et sont exposées à des risques d’épidémies et d’autres problèmes de santé publique. L'aide met plus de deux jours à arriver dans la province du Hatay du fait des dommages causés à de nombreuses infrastructures publiques. En outre, les équipes officielles de secours de l’AFAD et d’autres organisations étatiques sont mal formées et incapables de gérer efficacement un désastre d’une telle ampleur.

## Dommages

### Monuments historiques

#### Forteresses, châteaux, citadelles
OE
Turquie :
- Le château de Gaziantep, dont les premières constructions datent de 3600 av. J.-C., est sévèrement endommagé, en particulier son enceinte extérieure[95],[96].
- Les murs et la forteresse de Diyarbakır (en), site du patrimoine mondial de l'UNESCO, sont partiellement écroulés.
- Les murs de la forteresse de Kahta à Adıyaman ont été endommagés.
- La forteresse de Darb-ı Sak près de Kırıkhan dans la province de Hatay, qui abritait la tombe d'un saint soufi, est presque complètement détruite.

En Syrie :
- La citadelle d'Alep — déjà inscrite sur la liste du patrimoine mondial en péril — a subi de nombreux dégâts, notamment sur les murs du nord-est, le moulin ottoman et le minaret de la mosquée ayyoubide
- L'ancienne forteresse de Margat à Banyas ferait état de la chute partielle d'une tour et d'un mur, ainsi que de l'écroulement d'habitations construites en son sein.
- La citadelle de Qadmus aurait également vu plusieurs bâtiments s'écrouler.
- Le chateau d'Aliqa
- Le chateau de Khawabi

#### Lieux de culte
En Turquie :
- Dans la province de Hatay, la mosquée Habib-i Najjar (en), la plus vieille de Turquie, fondée sous les Rashidun, et l'Ulu camii d'Antakya (tr) construite sous les Mamluks sont complètement écroulées. La mosquée Sarımıye a perdu son minaret, comme celle de Sarı Selim dans le complexe Sokollu Mehmet Pasha à Payas. La cathédrale d'Iskenderun (en), l'église orthodoxe des Saints-Pierre-et-Paul d'Antakya, celle de Meryem Ana à Samandağ et l'église protestante d'Antakya sont toutes presque complétement détruites. Enfin, la synagogue aurait également subi des dommages importants.
- Dans la province de Gaziantep, la mosquée Şirvani (en) a vu son dôme, son minaret et un de ses murs s'écrouler. La mosquée Kurtuluş (en) a subi des dégâts similaires.
- Dans la ville de Şanlıurfa, les murs de l'enceinte de l'Ulu Camii de Şanlıurfa (tr) d'époque zengide et le minaret de la grande mosquée Dergâh située au pied de la citadelle sont partiellement écroulés.
- Dans la province de Malatya, la Yeni Camii (Malatya) (en) est à moitié détruite. les restes historiques de la Sütlü Minare camii sont endommagés.
- L'Ulu camii d'Adıyaman est presque complètement détruite.
- L'Ulu camii de Kahramanmaraş, construite sous le beylicat de Dulkadir, a perdu son minaret.
- La mosquée Envar-ül Hamid d'Osmaniye a perdu son minaret et ses murs sont endommagés.

En Syrie :
- Le minaret de la grande mosquée de Kobané est partiellement écroulé.

#### Autres bâtiments
En Turquie :
- Des sites archéologiques ont subi des dégâts moins importants : certaines stèles de Göbeklitepe à Urfa sont brisées en deux, les colonnes de Karakuş à Adıyaman sont tombées. On reporte également des dégâts sur le site d'Arslantepe.
- Des maisons historiques de la ville de Gaziantep et son Bayazahan ont perdu certaines façades.
- Le bâtiment de l'Assemblée de la république de Hatay s'est écroulé sur lui-même, de même que le collège Ata et certaines parties du bazar historique.

En Syrie :
- Des façades historiques de la ville de Hama se seraient écroulées.

### Bâtiments, infrastructures
Selon la Banque mondiale, les dégâts du séisme en Turquie sont évalués à 34,2 milliards de dollars américains (34,2 G $US) soit un peu plus que 4% du PIB turc,. Cette évaluation des dégâts ne prend pas en compte les coûts de reconstruction. Le coût total de reconstruction des villes affectées par le séismes s'élève à 100 milliards de dollars américains (100 G $US).
Les dommages matériels sont énormes en Turquie. Selon la chaîne étatique TRT, on recense:
- 13 095 bâtiments détruits, soit 54 175 appartements;
- 6 833 bâtiments devant être détruits en urgence, soit 31 231 appartements;
- 41 794 bâtiments lourdement endommagés, soit 178 394 appartements;
- Au total, 61 722 bâtiments à reconstruire, soit environ 270 000 appartements;

TRT estime que le coût de reconstruction de ces 270 000 appartements est de 116 milliards de livres turques (116 G TRY).
L'aéroport d'Antioche est gravement endommagé à la suite du séisme et ne peut donc pas être utilisé pour acheminer de l'aide à la province d'Hatay. La seule piste de l'aéroport est complétement détruite par des fissures de l'asphalte en raison de la pression des secousses. L'opérateur de l'aéroport d'Istanbul, Istanbul Grand Airport (IGA), envoie rapidement des équipes afin de réparer les dommages. Les efforts de réparation impliquent 300 ouvriers et techniciens et 43 véhicules. L'aéroport rouvre ses portes le 12 février.
Le 8 février 2023, l'Agence fédérale des situations d'urgence évoque 6 444 bâtiments détruits, mais plus de 11 000 pourraient être durablement endommagés,.

En Syrie, l'Organisation des Nations unies estime à 5,3 millions les personnes risquant de se retrouver sans abri,. Selon la Banque mondiale, les dégâts du séisme en Syrie sont évalués à 5,1 milliards de dollars américains (5,1 G $US) soit environ 23% de son PIB de 2019.

Images des dégâts et des secours en Turquie.
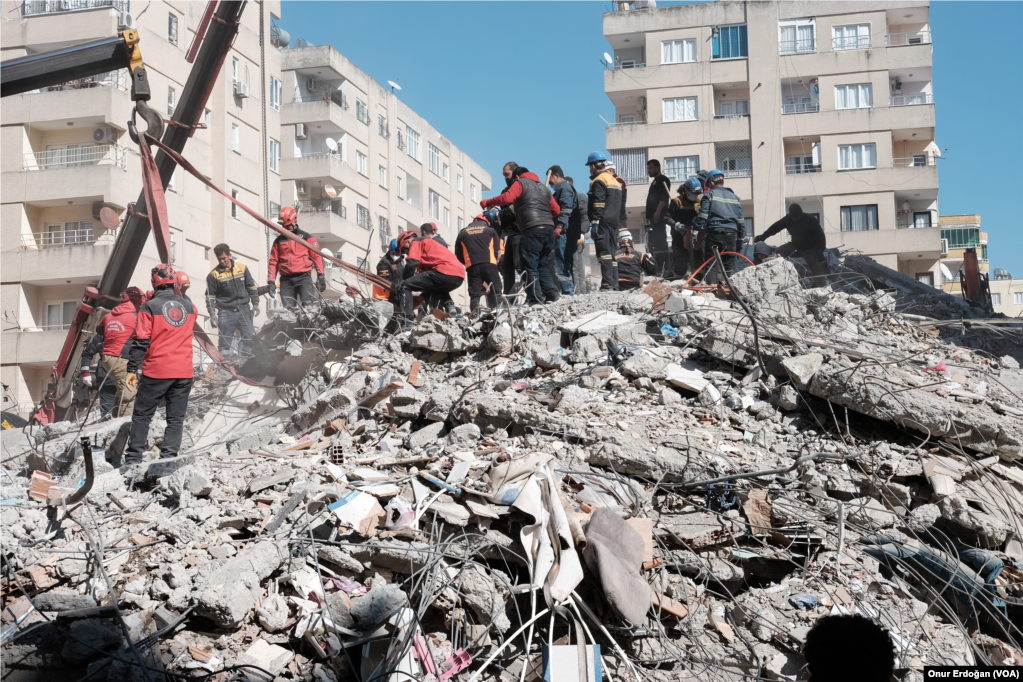
Osmaniye.
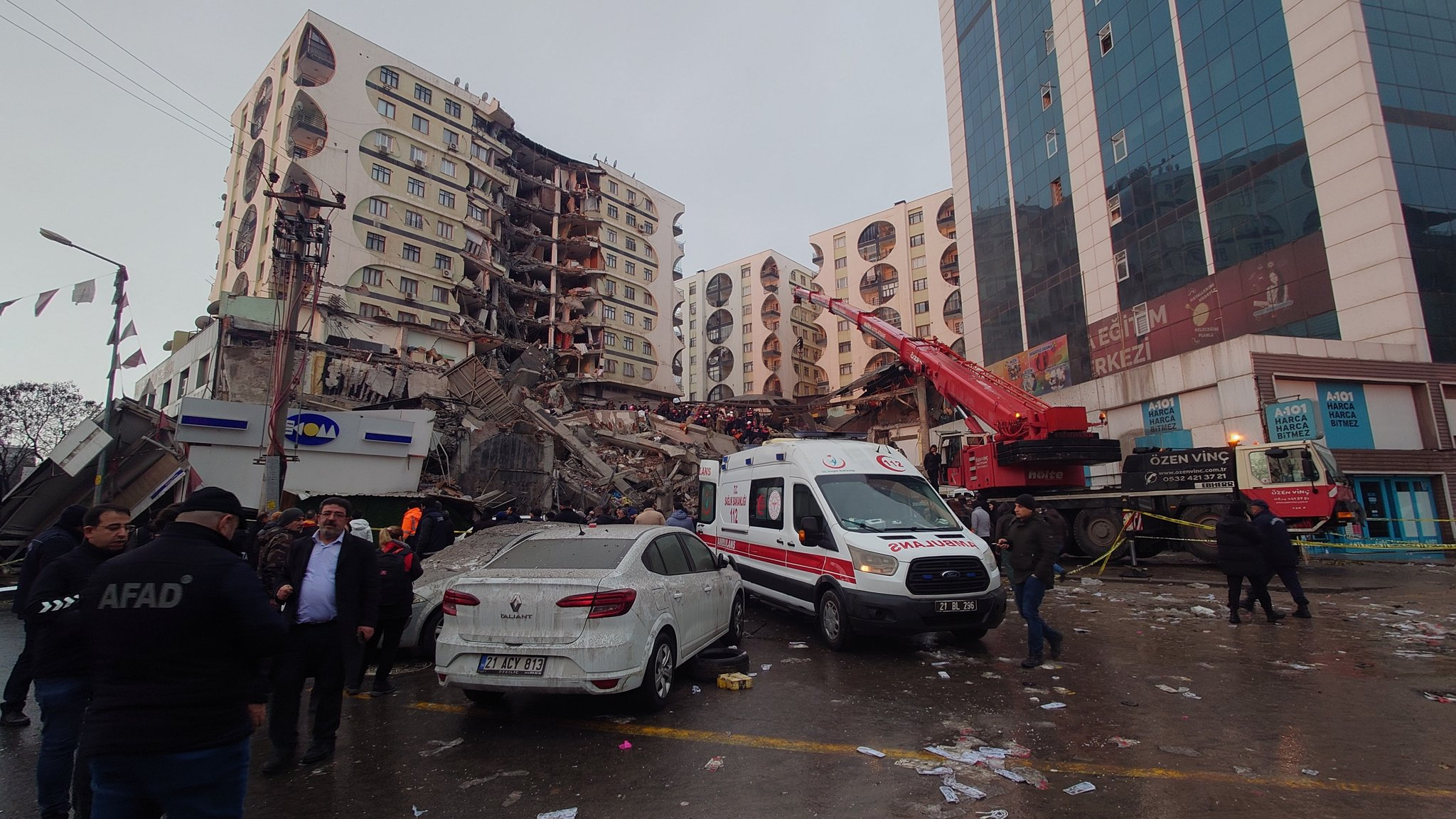
Diyarbakir.
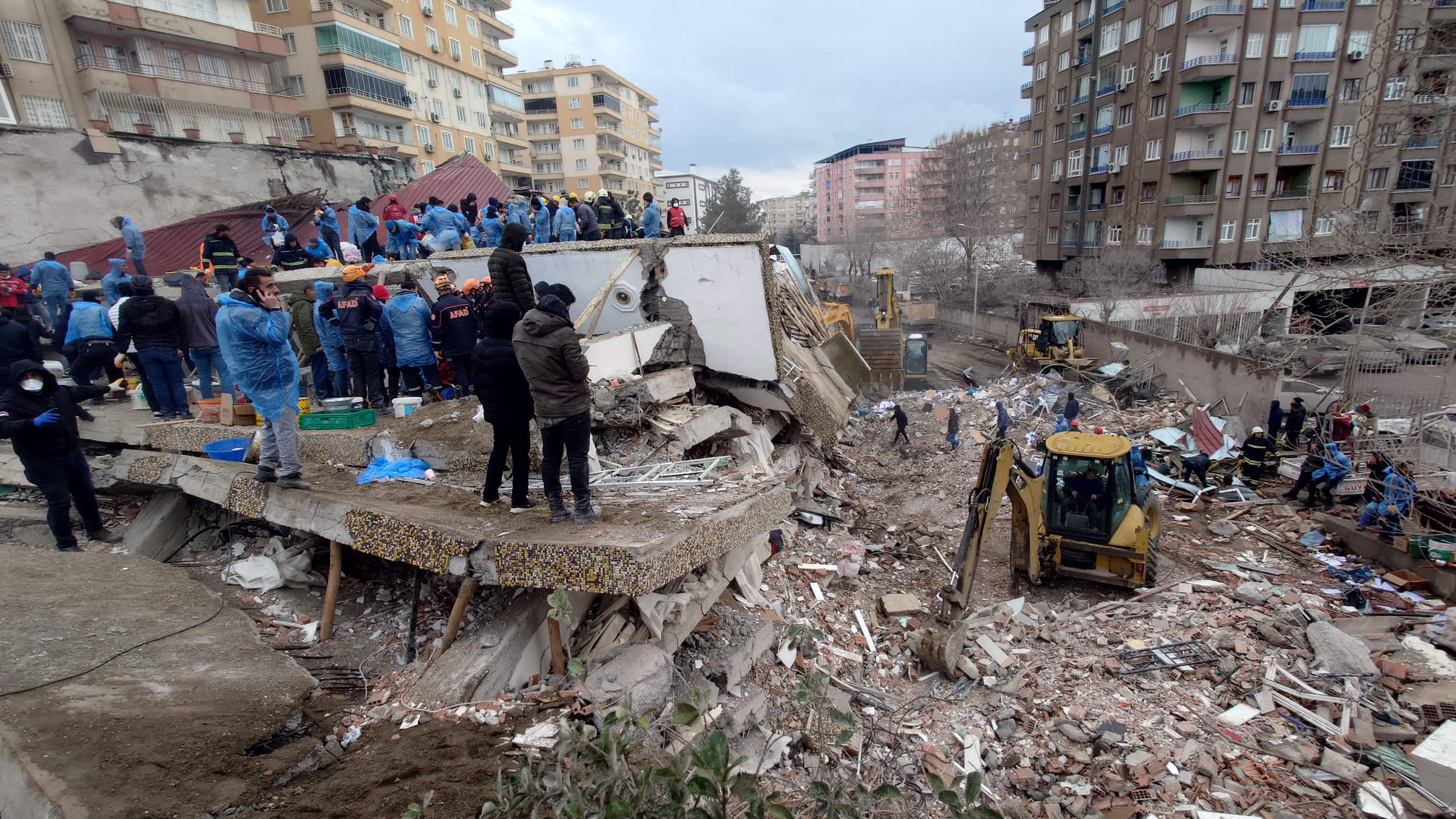
Diyarbakir.
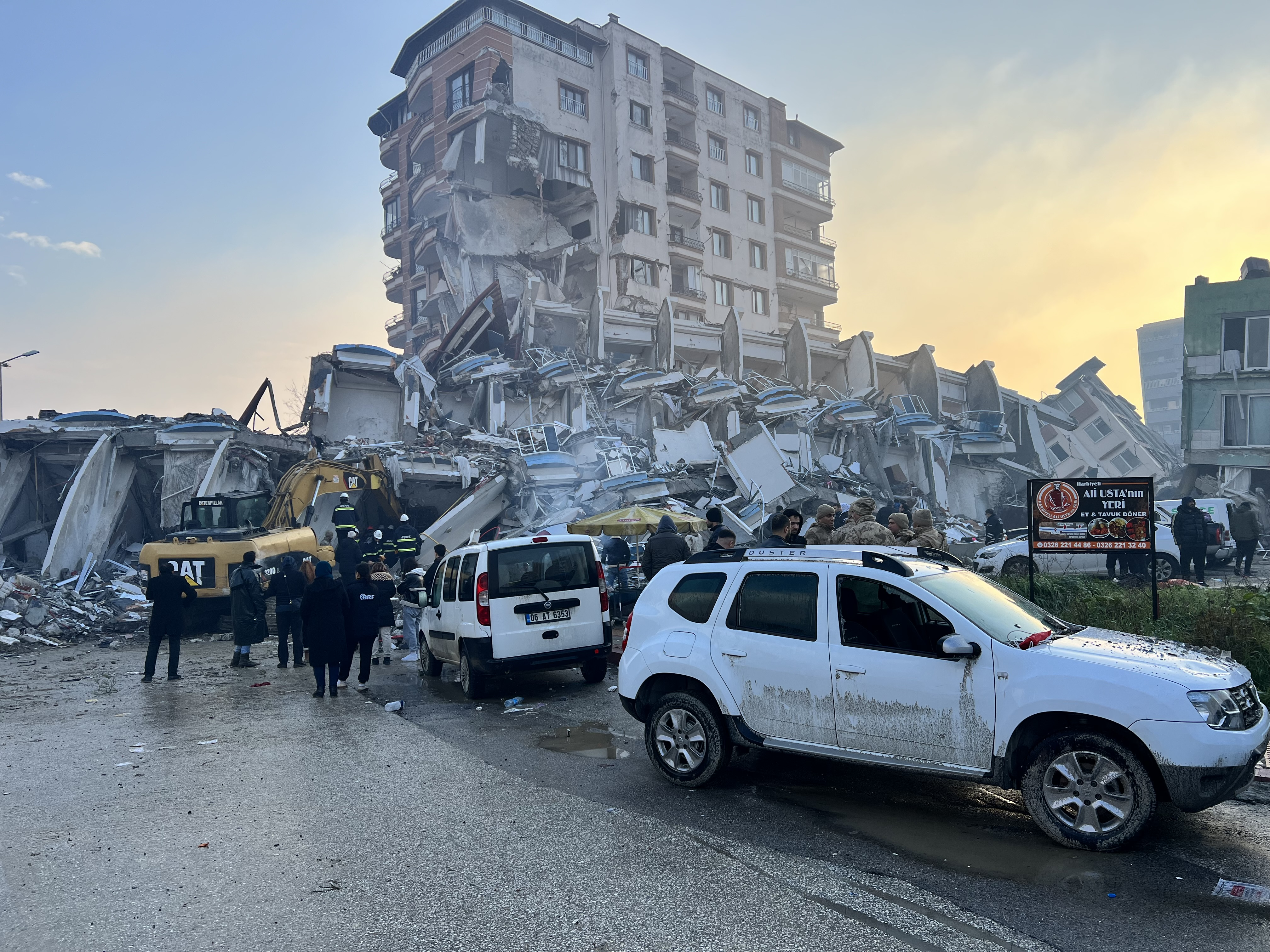
Hatay.
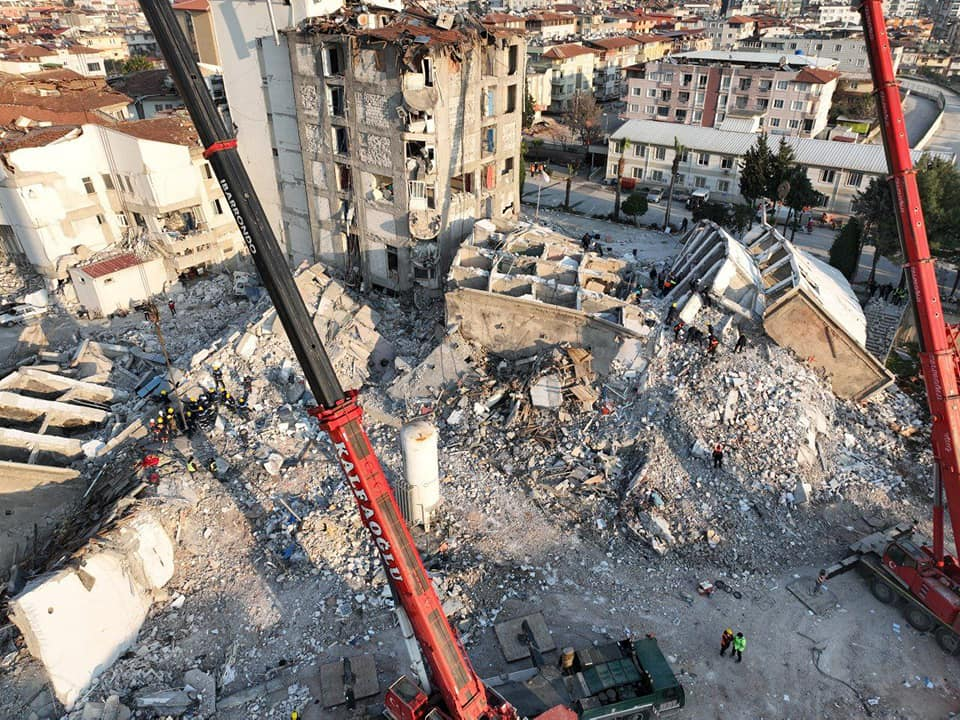
Hatay.
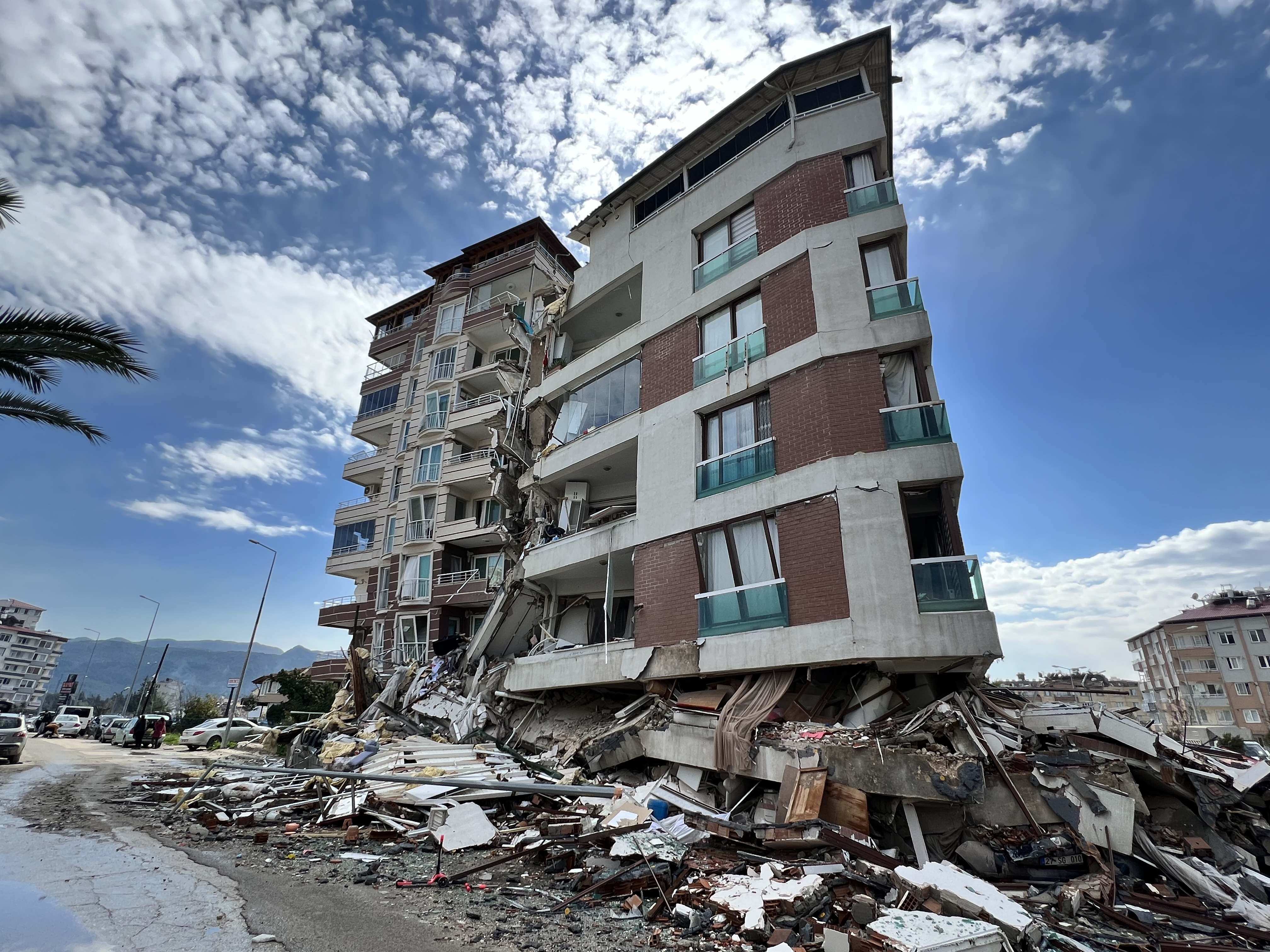
Hatay.

## Aide internationale

### Équipes de sauvetage

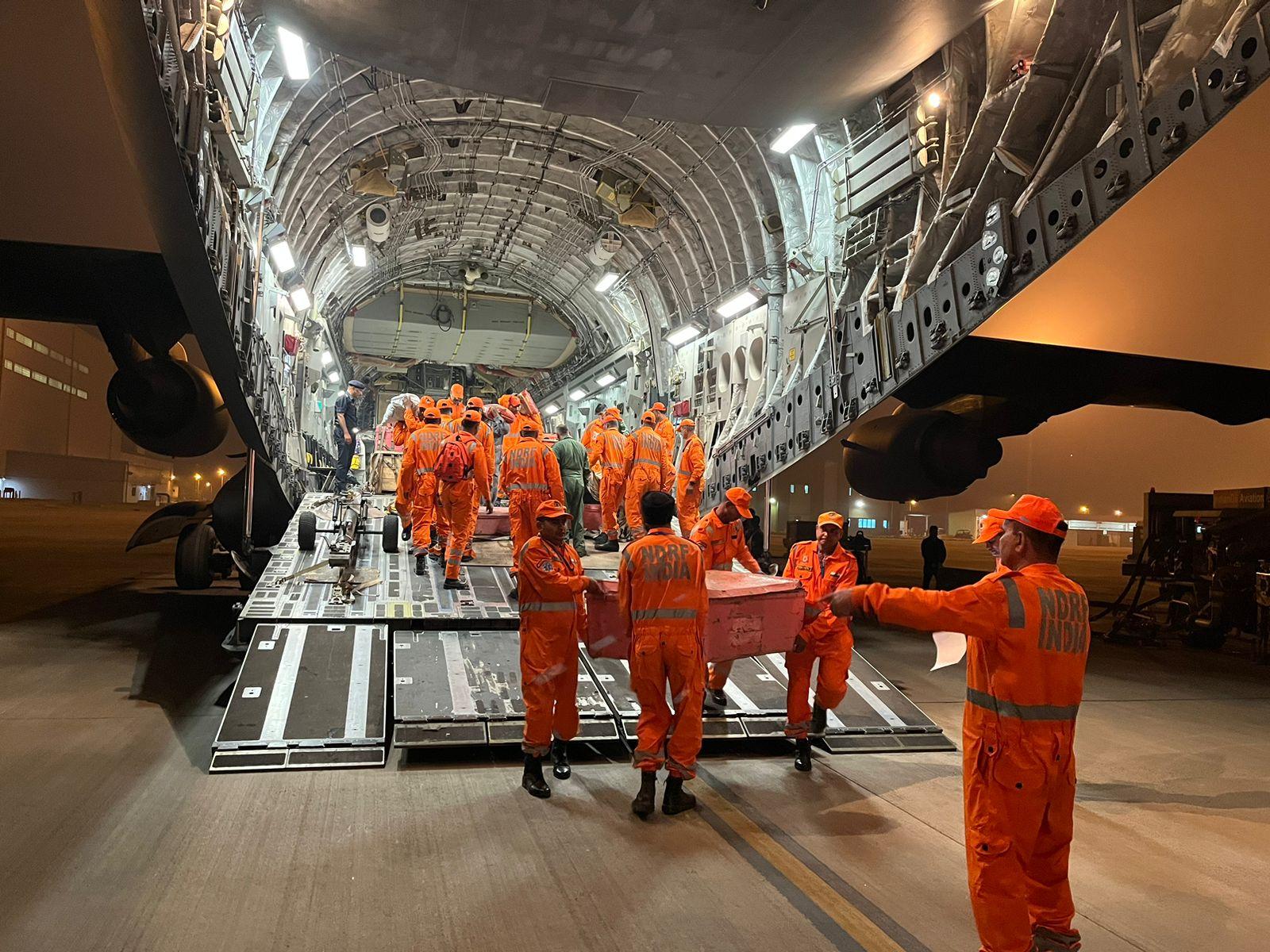
Avion indien déchargeant des volontaires et des équipements d'aide humanitaire en Turquie.

49 pays envoient de l'aide aux deux pays touchés: entre autres l'Algérie, l’Irak, l’Iran, les États-Unis, la Chine, la Russie, l'Ukraine et le Royaume-Uni,.
L'Union européenne et les autres États participant au mécanisme européen de protection civile (dont la Turquie est membre) déploient l'assistance suivante :
- unités de sauvetage, d’appui et de recherche légère (LUSAR) : Chypre ;
- unités de sauvetage, d'appui et de recherche moyennes (MUSAR) : Algérie, Croatie, Bulgarie, Grèce, Hongrie, Italie, Malte, Roumanie, Espagne, Slovaquie, Autriche, Estonie, Albanie, Monténégro, Tunisie ;
- unités de sauvetage, d'appui et de recherche lourdes (HUSAR) : République tchèque, France (71 sapeurs-sauveteurs et six chiens de l'Unité d'instruction et d'intervention de la sécurité civile n°1 (UIISC 1) et 65 sapeurs-pompiers et six chiens de la zone de défense et de sécurité d'Île-de-France)[112], Luxembourg, Pologne ;
- équipes médicales : Albanie, Espagne, Italie, Belgique, Roumanie, France (élément de sécurité civile rapide d'intervention médicale[113]) ;
- European Civil Protection Team (EUCPT) ;
- Technical Assistance Support Team (TAST) ;
- officiers de liaisons du Centre de coordination de la réaction d'urgence (ERCC) ;
- évaluation par satellite des dommages grâce au programme Copernicus.

Les unités de sauvetage, d'appui et de recherche de l’Union européenne ont sauvé 101 personnes tandis que 16 197 patients ont été traités par ses équipes médicales.

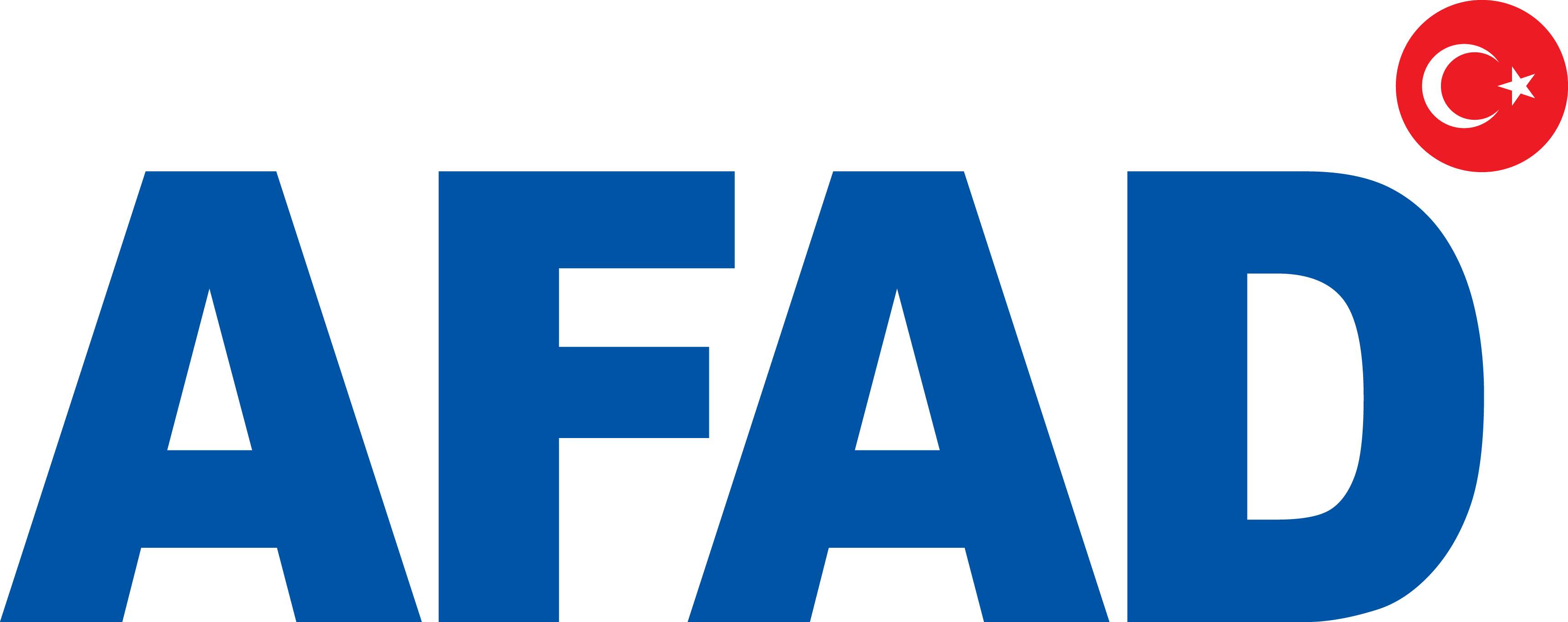
Afet ve Acil Durum Yönetimi Başkanlığı (AFAD).

La Suisse déploie le 6 février 2023 80 spécialistes et huit chiens de recherche de la Chaîne suisse de sauvetage (HUSAR) à destination des régions sinistrées.
Le Salvador déploie le 8 février 2023 une équipe de secours forte de cent membres, dont 58 soldats spécialistes de la recherche et le sauvetage, 42 pompiers et médecins et plusieurs chiens.
En France, le Secours populaire français (SPF) débloque un fonds d'urgence et fait un appel aux dons (d'autres organismes internationaux lancent un appel similaire : la fédération internationale des sociétés de la Croix-Rouge et du Croissant-Rouge (FICR), Médecins sans frontières (MSF), le Fonds des Nations unies pour l'enfance (Unicef), Alliance Urgences, les Casques blancs, la Fondation de France, les Baroudeurs de l'espoir ainsi que plusieurs associations franco-turques).
La France active également, comme elle le fait pour tous les tremblements de terre destructeurs de magnitude égale ou supérieure à 5, la cellule post-sismique du CNRS-INSU, instrument de communication entre les sismologues. Celle-ci permet de centraliser les données obtenues le plus rapidement possible, proposer des interprétations et coordonner entre tous les pays concernés des missions d'étude ou d'aide et de sauvetage sur le terrain, si les autorités de tutelle le permettent, selon les conditions géopolitiques du moment et les règles concernant la sécurité des personnels.

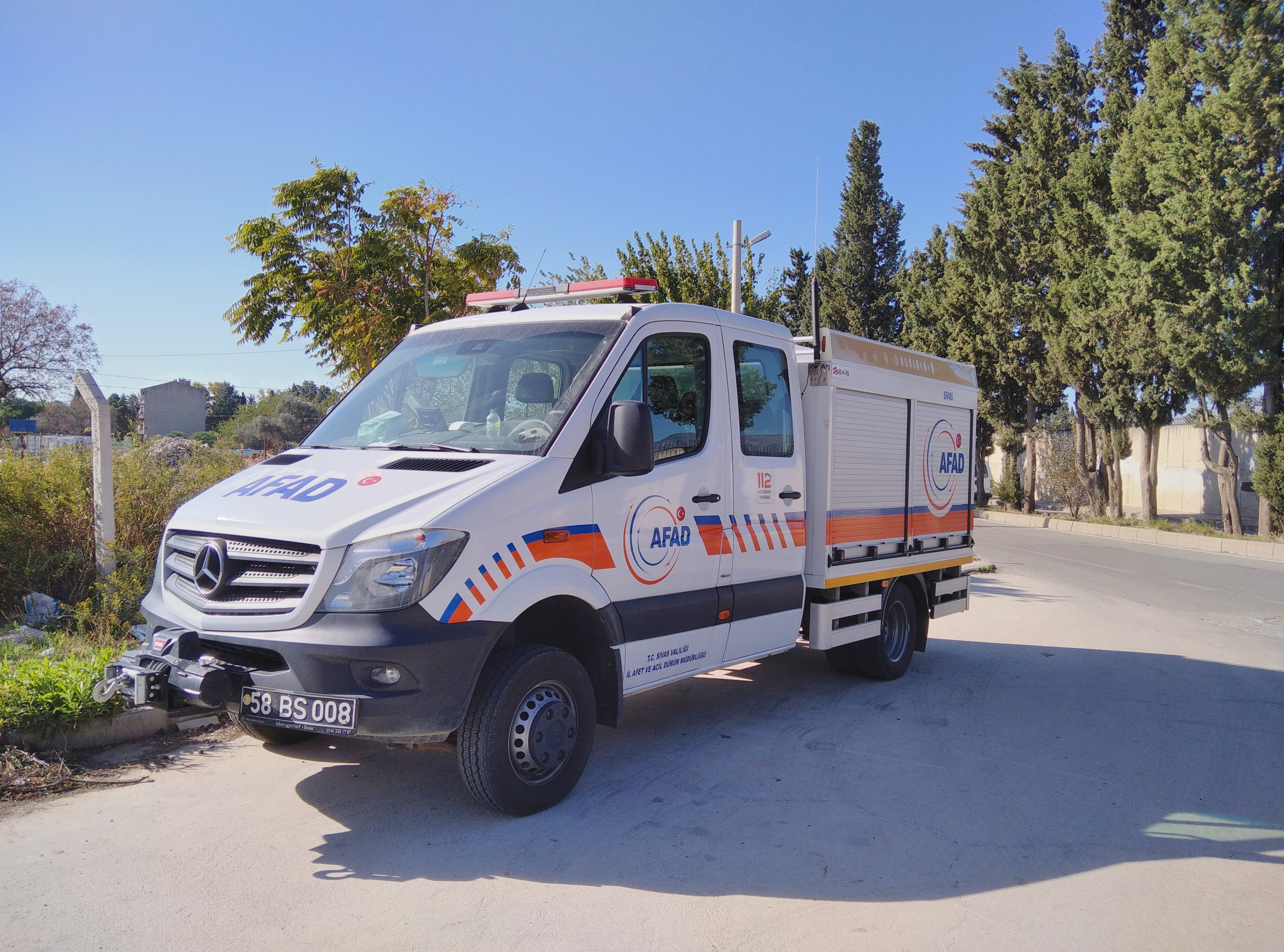
Véhicule de secours AFAD.

Israël dépêche 15 avions cargo de l’armée de l’air qui transportent des centaines de tonnes de matériel et quelque 230 intervenants, et établit un hôpital de campagne à Kahramanmaraş.

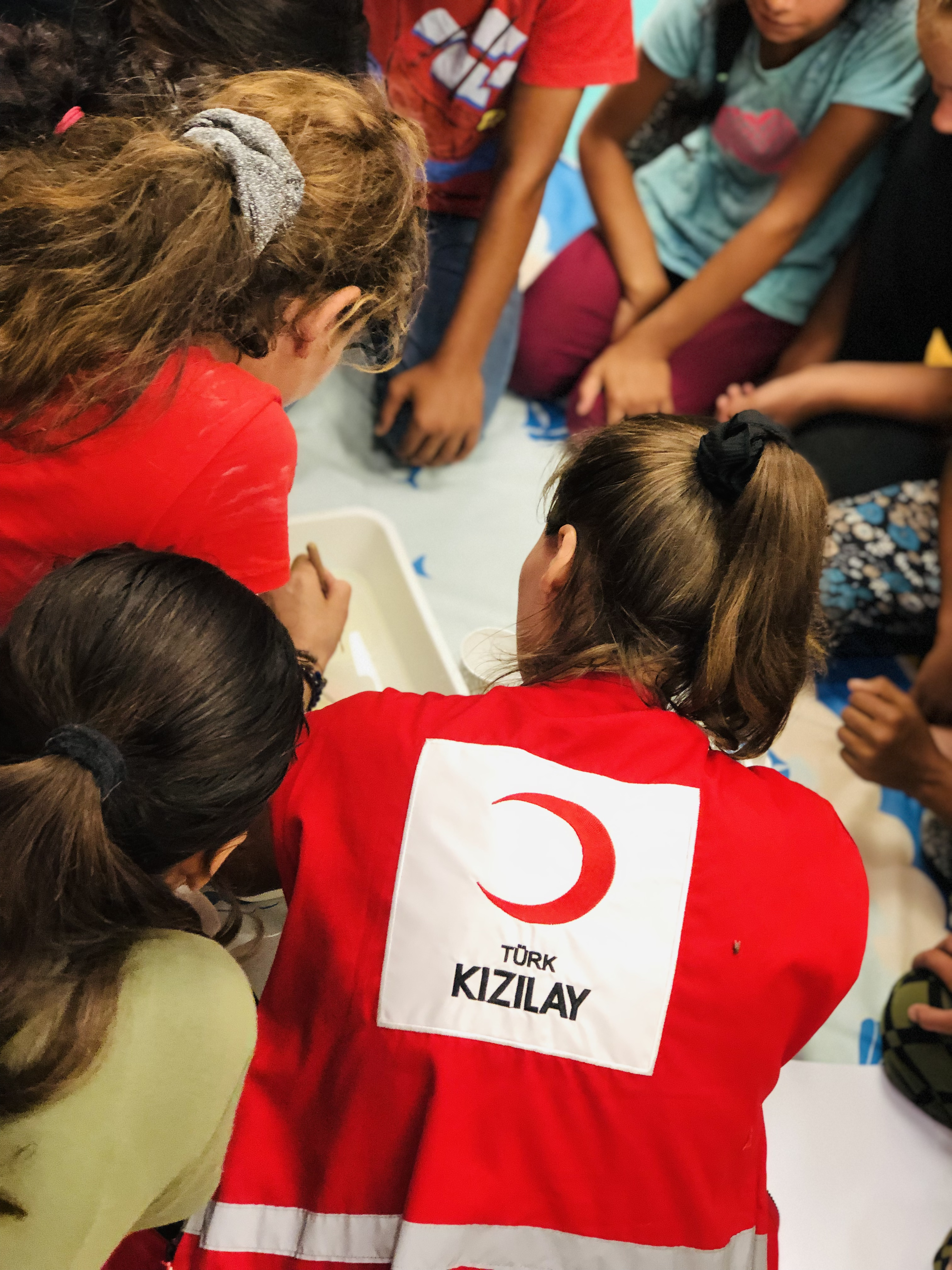
Personnel du Croissant-Rouge turc.

La région touchée en Syrie est particulièrement vulnérable : des millions de personnes déplacées internes y vivent dans des camps dans des abris précaires ou des tentes, les hôpitaux ont subi des dommages préalables en raison de bombardements et au moins l'un d'eux est évacué, car une épidémie de choléra y est déclarée et l'accès à l'eau potable crucial. Les secours et l'aide humanitaire, compte tenu de pressions russes, ne peuvent passer que par un seul point de la frontière entre la Syrie et la Turquie, à proximité de Bab al-Hajar, poste-frontière fermé par la Turquie le 6 février, ce qui ne permet pas l'évacuation de blessés depuis la Syrie. Les Casques blancs, aux moyens limités, sont les seules équipes de secours sur place. Amnesty International appelle le gouvernement syrien à autoriser l'acheminement de l'aide vers les régions du nord de la Syrie. Pour la première fois, Damas promet son aide aux sinistrés dans la région sous contrôle des rebelles.

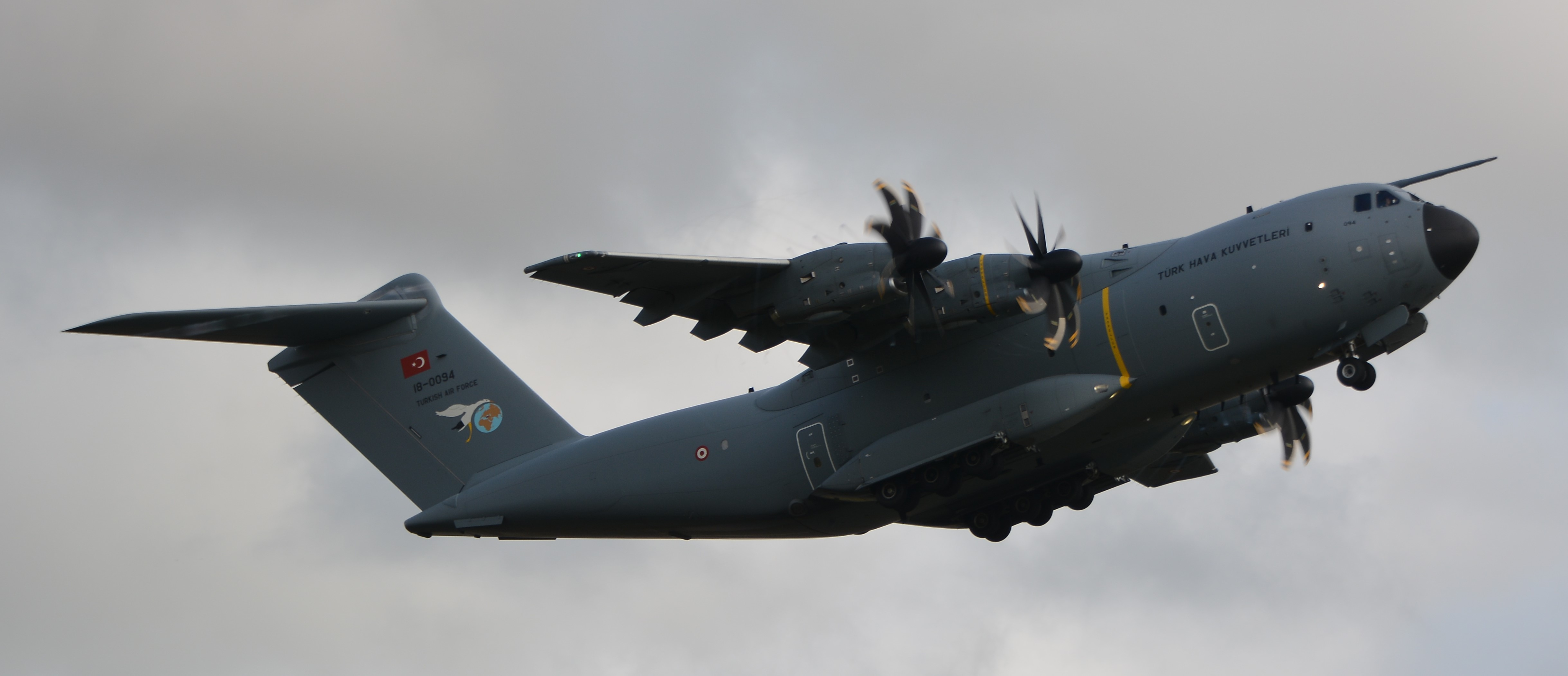
A400M de l'Armée de l'air turque grandement utilisé lors du transport de l'aide vers les provinces touchées.

Le 14 février 2023, un avion saoudien chargé d'aide pour les victimes du séisme atterrit à Alep (nord), pour la première fois depuis plus de dix ans, selon le ministère syrien des Transports (en).

### Aide financière
Le 14 février, l’ONU lance un appel aux dons, estimant à 400 millions de dollars le montant de l’aide humanitaire nécessaire pour la population syrienne victime du séisme.
| Donateur                                        | Don à la Turquie | Don à la Syrie | Total    |
| ----------------------------------------------- | ---------------- | -------------- | -------- |
| Fonds central d'intervention d'urgence de l'ONU | NC               | NC             | 25 M$    |
| Union européenne                                | 19,3 M€          | 3,50 M€        | 10 M€    |
| Fondation de France                             | NC               | NC             | 0,10 M€  |
| FICR                                            | 120 MCHF         | 80 MCHF        | 200 MCH  |
| France                                          | 0,5 M€           | 12 M€          | 12,5 M€  |
| Banque mondiale                                 | 1 250 M$         | /              | 1 250 M$ |
| USAID                                           | NC               | NC             | 85 M$    |
| Algérie                                         | 30 M$            | 15 M$          | 45 M$    |

### Retard d'aide humanitaire vers la Syrie
Près de 48 heures après le séisme, de nombreuses équipes de recherche et de secours arrivent en Turquie. Cependant, aucune n'atteint la Syrie avant plusieurs jours, dont le gouvernement n'a pas sollicité officiellement d'aide internationale, et a continué de bombarder une zone affectée par le séisme, compliquant l'envoi d'équipe de secours sur place. Aucune aide humanitaire ne parvient en Syrie avant le cinquième jour suivant le séisme, alors qu'il est trop tard pour pouvoir sauver les personnes restées sous les décombres,. Les hésitations et tergiversations de l'Organisation des Nations unies (ONU) ayant entrainé des retards, notamment pour la région d'Idleb, sont décriées par divers observateurs et ONG, de même que les blocages attribués à la politique de Bachar el-Assad et Vladimir Poutine,,,.
Le régime syrien est accusé d'instrumentaliser la crise humanitaire à des fins politiques, en exigeant que l'ensemble de l'aide humanitaire transite exclusivement par Damas,,. En outre, le djihadiste Abou Mohammed al-Joulani, chef du groupe Hayat Tahrir al-Cham qui contrôle la majorité de la région d'Idleb, a proclamé son refus de l’arrivée des aides depuis les territoires contrôlés le gouvernement syrien au lendemain des premières secousses.
Le Croissant-Rouge arabe syrien et l'association humanitaire des Maristes bleus appellent à lever les sanctions contre la Syrie qui, selon eux, exacerbent les difficultés de la situation humanitaire,. Cet appel est cependant critiqué comme relayant le discours du régime,,.

### Pays ayant envoyé des secours en Turquie
Nom des pays avec le nombre de secouristes engagés :
- Azerbaïdjan : 725
- Israël : 450
- Algérie : 89
- Allemagne : 115
- Arabie saoudite
- Arménie : 27
- Autriche : 105
- Albanie : 63
- Bangladesh : 46
- Biélorussie : 32
- Bosnie-Herzégovine : 104
- Brésil : 42
- Bulgarie : 59
- Chine : 90
- Corée du Sud : 118
- Croatie : 40
- El Salvador : 100
- Émirats arabes unis
- Espagne : 90
- Estonie : 45
- États-Unis : 159
- Finlande
- France : 204
- Géorgie : 100
- Grèce : 46
- Hong Kong : 59
- Hongrie : 156
- Inde : 252
- Irak : 150
- Iran : 125
- Afrique du Sud : 69
- Italie : 70
- Japon : 73
- Jordanie : 104
- Kazakhstan : 101
- Kirghizistan : 63
- Kosovo : 30
- Koweït : 46
- Liban : 83
- Libye: 55
- Lituanie : 42
- Malaisie : 70
- Malte : 32
- Mexique : 145
- Moldavie : 55
- Mongolie : 35
- Monténégro : 15
- Ouzbékistan : 171
- Pakistan : 85
- Palestine : 35
- Pays-Bas : 65
- Pologne : 178
- Portugal : 52
- Qatar : 150
- République turque de Chypre du Nord : 200
- Roumanie : 116
- Royaume-Uni : 77
- Russie : 150
- Serbie : 27
- Slovaquie
- Suède
- Suisse : 80
- Tadjikistan : 51
- Taïwan : 130
- Tchéquie : 68
- Tunisie : 41
- Turkménistan : 10
- Ukraine : 100
- Vénézuela : 50

L'Azerbaïdjan (725), Israël (450), l'Inde (252), la France (204) et la république turque de Chypre du Nord (200) sont les 5 pays à avoir envoyé le plus de secouristes.

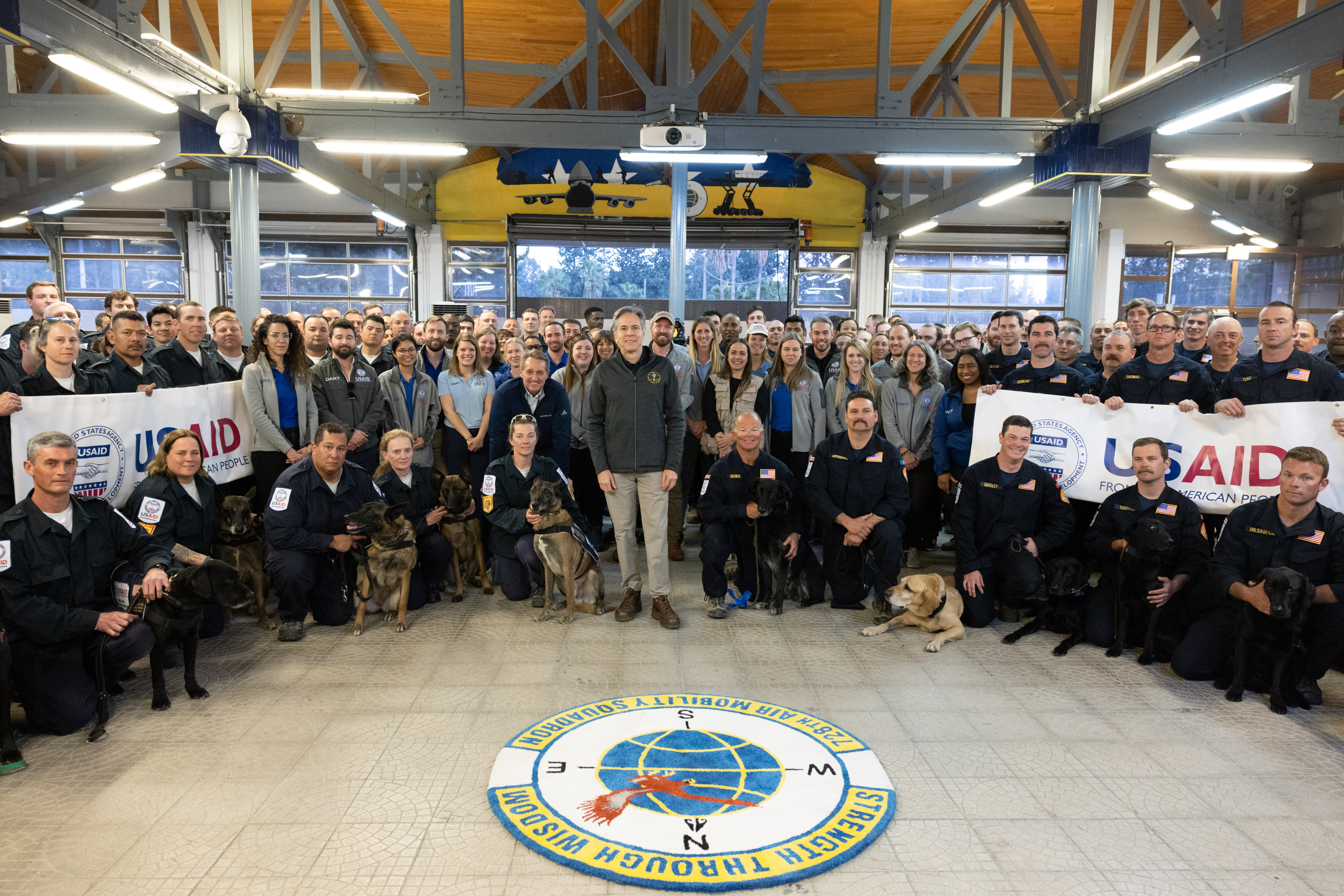
Antony Blinken avec l'équipe de recherche et secours américain (USAID) à la base militaire d'Incirlik, à Adana.
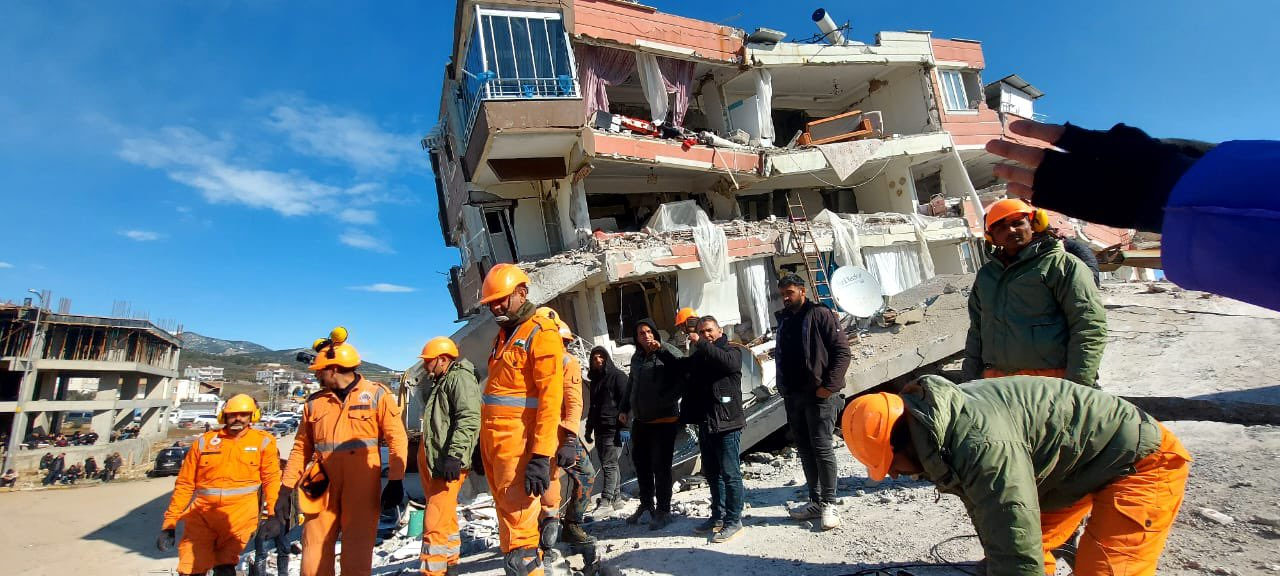
Équipe de recherche et secours indienne (NDRF) à Gaziantep.
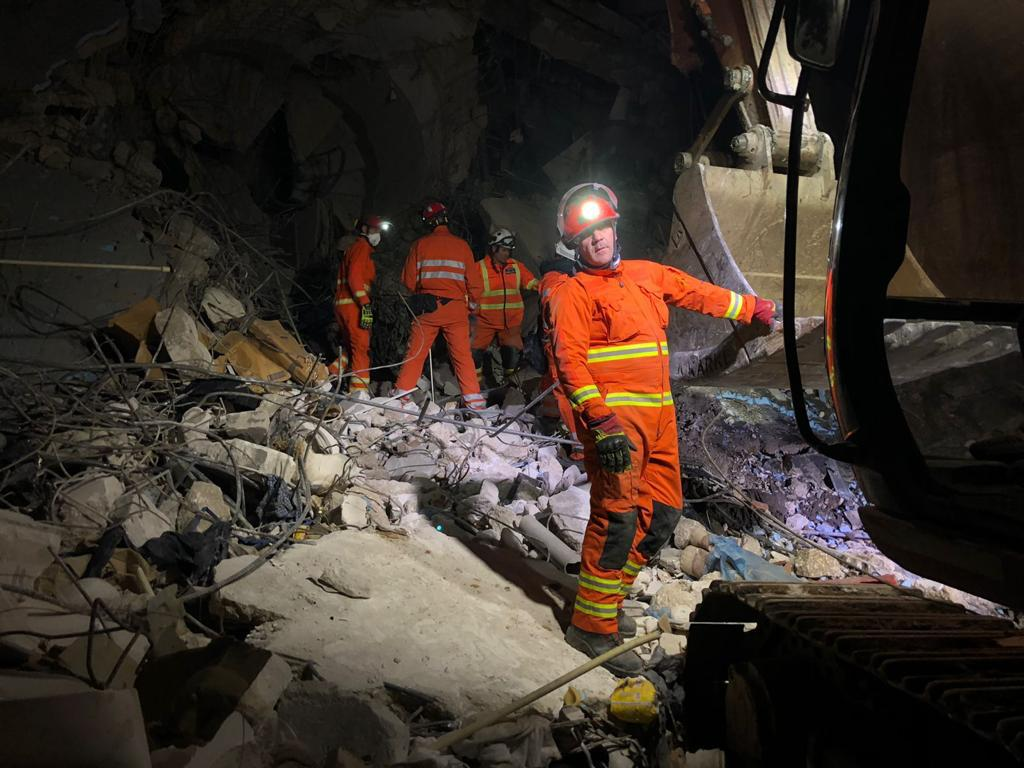
Équipe de recherche et secours britannique (UK-ISAR) à Hatay.
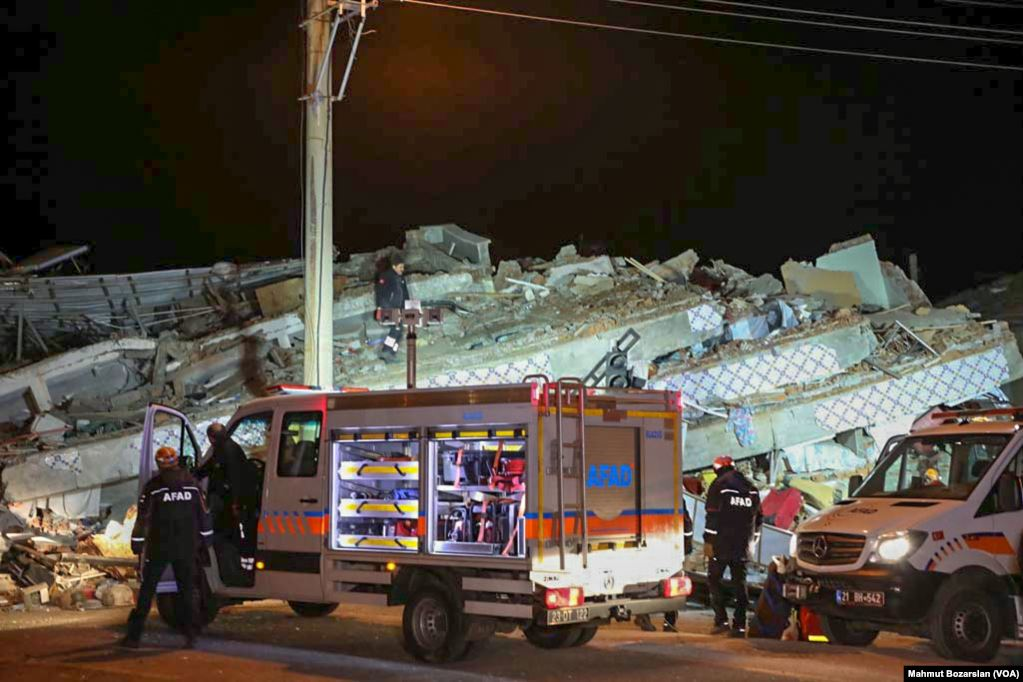
Personnel du AFAD (en) avec les équipes de recherche et secours (SAR) azerbaidjanais à Elâzig.

## Controverses en Turquie
La lenteur des autorités dans la gestion de la catastrophe est très critiquée en Turquie. La région des 11 provinces touchée par le séisme étant l'équivalent de la Hongrie en termes de superficie, cela empêche les autorités turques, Türk Kizilay, AFAD et la Jandarma de se concentrer sur une province en particulier. Sur les réseaux sociaux, de nombreux rescapés dénoncent les lacunes et les absences des secours, se disant « abandonnés » dans le froid, sans eau ni électricité,. Le séisme a affecté une très grande zone et a fait plusieurs millions de victimes ce qui fait que la situation est très difficile à gérer. Les experts accusent le gouvernement de Recep Tayyip Erdoğan d’être responsable de nombreux décès et de ne pas avoir réussi, en vingt ans de pouvoir, à préparer le pays à une catastrophe prévisible, et critiquent la corruption des promoteurs immobiliers et leur collusion avec les plus hautes sphères du pouvoir turc.
En réponse à ces critiques, le réseau Internet est réduit, puis coupé. La police turque arrête en deux jours une douzaine de personnes pour des publications sur les réseaux sociaux critiquant la manière dont le gouvernement gère la catastrophe. Le 22 février, trois chaînes de télévision qui avaient critiqué le gouvernement pour sa gestion des conséquences du séisme sont condamnées à des amendes et à des suspensions de programmes. Le président Erdoğan reconnait des lacunes dans l'intervention des secours, mais qualifie les critiques de malhonnêtes.

### Mise en cause du système de construction.
A ce jour, 300 000 bâtiments ont été détruits soit quasiment 1 million de logements. Une centaine d'enquêtes ont été lancées et plusieurs promoteurs immobiliers dont certains tentaient de fuir à l'étranger ont été arrêtés par les autorités.
Si Recep Tayyip Erdoğan et son parti, l'AKP sont élus en 2003 à la suite des graves conséquences du tremblement de terre du 17 août 1999, et renforcent les normes de la construction dans un premier temps, les deux décennies suivantes ont vu au contraire l'affaiblissement des dispositifs créés pour améliorer la résistance des infrastructures turques contre les mouvements du sol dans un second temps.
Ainsi, la taxe anti-sismique, 38 milliards de dollars de 2000 à 2022, qui se manifestait sous la forme d'impôts pour les sociétés, le revenu et les propriétaires fonciers ou l'achat d'un nouveau téléphone portable (phrase incompréhensible, téléphone portable ?) a été utilisée pour accélérer les programmes de construction et non à prévenir les effets dévastateurs des tremblements de terre.
Or, à partir de 2005, de nombreux anciens bâtiments ont été détruits sous la contrainte du risque sismique pour être remplacés par des bâtiments censés en principe être plus respectueux des nouvelles normes tandis que les communes ont multiplié les permis de construction sans vérifier les normes appliquées. En effet, comme le note le politologue Amhet Insel, : "la géographie n'a pas doté la Turquie de ressources naturelles qui permettrait la distribution d'une rente extractive par le pouvoir. Dans ces conditions, le moyen le plus efficace pour instaurer des relations clientélistes a été de créer une rente foncière et urbaine". Le secteur du bâtiment représente 12% du PIB de la Turquie, avec 11 000 projets en cours sur 133 pays et représentant 47 milliards de dollars en 2022
Les constructions illégales sont régulièrement régularisées au travers d'amnisties, ou les occupants des biens illégalement construits en dehors des normes voient leur situation régularisée avec délivrance d'un titre de propriété en échange du paiement d'une amende. La première fut votée par le parlement turque en 2003. La dernière, parmi les plus importantes, a été votée en juin 2018 régularisant le statut de 3 millions d'habitations illégales. Ce phénomène contribue à créer un sentiment d'impunité au sein du domaine de la construction pour les promoteurs, encourageant les constructions sauvages et alimentant un système de clientélisme électoral au détriment de la sécurité des populations.
Le gouvernement est accusé de négliger la maîtrise des risques. En 2011, le ministère des travaux publics est supprimé, puis les mécanismes de surveillance sont allégés.
En 2013, la neutralisation de nombreux contre-pouvoirs dans la construction et notamment la Chambre des ingénieurs et architectes de Turquie est effectuée. À la suite du mouvement protestataire de Gezi, ou particulièrement mobilisée et à la pointe de la contestation contre un projet d’aménagement urbain au centre d’Istanbul, d'un centre commercial à la place du parc Gezi d'un centre commercial, la chambre s'est vue alors retirées ses prérogatives en matière de contrôle des normes techniques et la validation du contrôle technique du bâti. Le pouvoir de certification a été alors transmis directement aux promoteurs eux-mêmes chargés des constructions, ces derniers devenant à la fois juges et parties et sélectionnant des entreprises privées et des architectes chargés des certifications nécessairement plus souples sur le respect des normes afin de conserver leur clientèle.
Un scandale de corruption a conduit en décembre 2013 la justice à auditionner cinquante-six personnalités soupçonnées de malversations, corruption et blanchiment d’argent. Des élus sont accusés d’avoir délivré des permis de construire mettant en danger la sécurité de certains édifices au profit de cinq géants du BTP, tous proches du pouvoir et qui se partagent les marchés publics. Six mois plus tard, le nouveau procureur chargé du volet immobilier des enquêtes abandonne les charges contre tous les suspects.
Comme le souligne le géographe et ancien directeur de l'Institut français anatoliennes, Francois Pérouse : "les malfaçons constatées dans la construction turque ne sont pas l'apanage de quelques entreprises ou individus. La fraude est systémique. Elle est à la fois symptomatique d'une idéologie du développement centrée sur le court terme, qui explique le nombre élevé d'accidents du travail dans le secteur, et révélatrice du fonctionnement de l'économie politique du pays".
A contrario, dans les communes qui ont appliqué avec plus de rigueur les normes en vigueur, il y eut peu ou pas de blessés ou de morts à déplorer comme dans la ville d'Erzin, ville de 50 000 habitants proche de l'épicentre du séisme et connue pour son application stricte des normes d'urbanisme. Elle est administrée par le Parti Républicain du Peuple (CHP), principal parti d'opposition à Erdogan et l'AKP.